# Kaliganj Upazila, Lalmonirhat
Kaliganj Upazila är ett underdistrikt i Bangladesh. Det ligger i den norra delen av landet, 280 km norr om huvudstaden Dhaka.
Trakten runt Kaliganj Upazila består till största delen av jordbruksmark. Runt Kaliganj Upazila är det mycket tätbefolkat, med 1 135 invånare per kvadratkilometer.